# دانگ وان لام
دانگ وان لام (زاده ۱۳ اوت ۱۹۹۳) یک فوتبالیست روسی-ویتنامی است که به عنوان دروازه‌بان برای باشگاه لیگ یکی تایلند موانگتونگ یونایتد بازی می‌کند.